# Andrew Holmes
Andrew („Andy“) Holmes, MBE (* 15. Oktober 1959 in London; † 24. Oktober 2010 ebenda) war ein britischer Ruderer.
Der in London aufgewachsene Holmes gewann bei den Olympischen Sommerspielen 1984 in Los Angeles die Goldmedaille in der Disziplin Vierer mit Steuermann. 1986 siegte er bei den Commonwealth Games 1986 in Edinburgh in zwei verschiedenen Wettbewerben, einerseits im Vierer ohne Steuermann, andererseits im Zweier ohne Steuermann (zusammen mit Steven Redgrave). Im selben Jahr kam in Nottingham der Weltmeistertitel im Zweier mit Steuermann hinzu (mit Redgrave und Patrick Sweeney). Einen weiteren Weltmeistertitel gewannen Holmes, Redgrave und Sweeney 1987 in Kopenhagen.
Bei den Olympischen Sommerspielen 1988 in Seoul konnte Holmes zwei weitere Medaillen gewinnen. Er wurde im Zweier ohne Steuermann zusammen mit Redgrave zum zweiten Mal Olympiasieger. Zusätzlich mit Sweeney holte er die Bronzemedaille im Zweier mit Steuermann. Nach diesem Erfolg war Holmes während eines Jahres als Trainer in Frankreich tätig, zog sich dann aber, für die Öffentlichkeit überraschend, vollständig vom Rudersport zurück. Stattdessen baute er sich ein eigenes Umzugsunternehmen in London auf.
Andrew Holmes starb im Alter von 51 Jahren an der Infektionskrankheit Leptospirose.